# Farmington Hills
Farmington Hills – miasto w Stanach Zjednoczonych, w stanie Michigan, w hrabstwie Oakland.